# همنشین (خداآفرین)
همنشین یکی از روستاهای استان آذربایجان شرقی است که در دهستان منجوان شرقی بخش منجوان شهرستان خداآفرین در حاشیه کلیبرچای و جاده کلیبر - جانانلو واقع شده‌است.
براساس سرشماری ۱۳۹۰ روستای همنشین دارای ۶۰ خانوار ثابت و ۱۸۵ نفر جمعیت می باشد .
روستای همنشین به برکت نظام جمهوری اسلامی ایران از نعمت‌های آب، برق، اینترنت پرسرعت و گاز بهره‌مند است .این روستای شهید‌پرور، شهید اسلام میرزایی را تقدیم میهن اسلامی کرده و از جمعیتی انقلابی برخوردار است.
شهید میرزائی در تاریخ 1365/06/16 درشهر مهران به درجه رفیع شهادت نائل آمده است. این شهید والا مقام در تاریخ 1362 در شهرستان کلیبر  دیپلم تجربی داشت. وی اولین باسواد رسمی و دیپلم روستا می باشد .
این شهید  والا مقام در آغازانقلاب اسلامی در حال تحصیل در شهر کلیبر بود وتا پایان متوسطه درس خواند ومدرک تحصیلی دیپلم تجربی راگرفت .بعد ازتعطیلی مدرسه اهالی روستا را در مورد انقلاب آگاهی و به ویژه امام رابه مردم منطقه معرفی  می نمود.این روستا از شرق با روستای عمارت واز غرب با روستای وینق و از شمال باروستای شاه حیدر واز جنوب با روستای ابریق جدید (اویرو) همسایه است .بیشتر شغل اهالی این روستا کشاورزی ودامداری است .این روستا دارای خاک حاصل خیزی است بطوری که در طول سال می توان دوبار محصول برداشت کرد.
.
..